# پادحباب

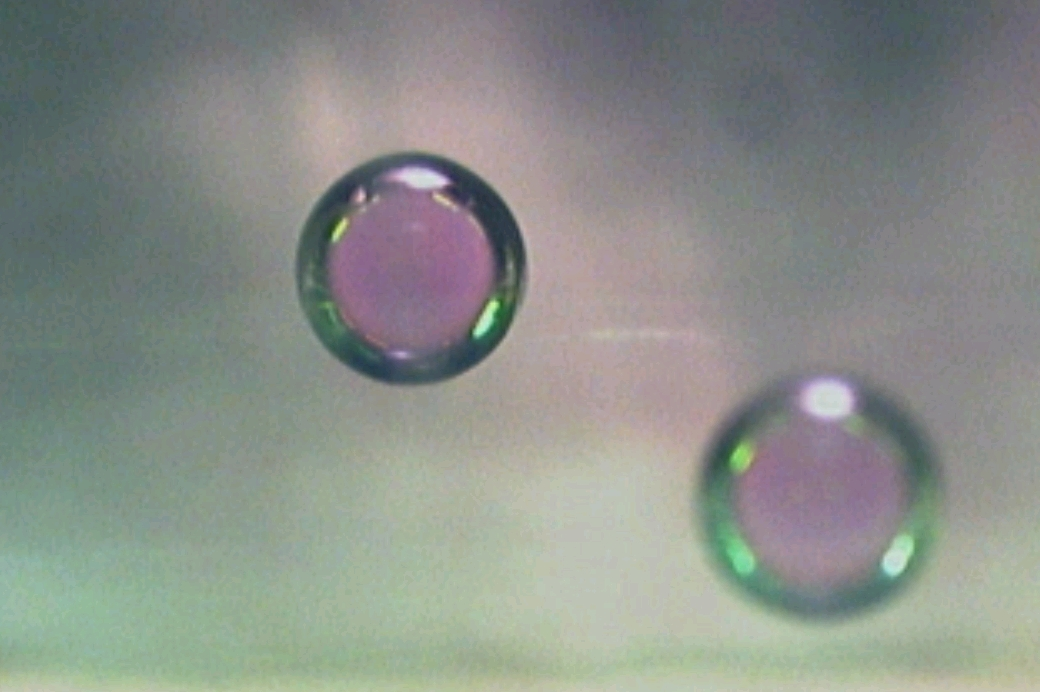
پادحباب‌های غرق شده در محلول صابون در آب

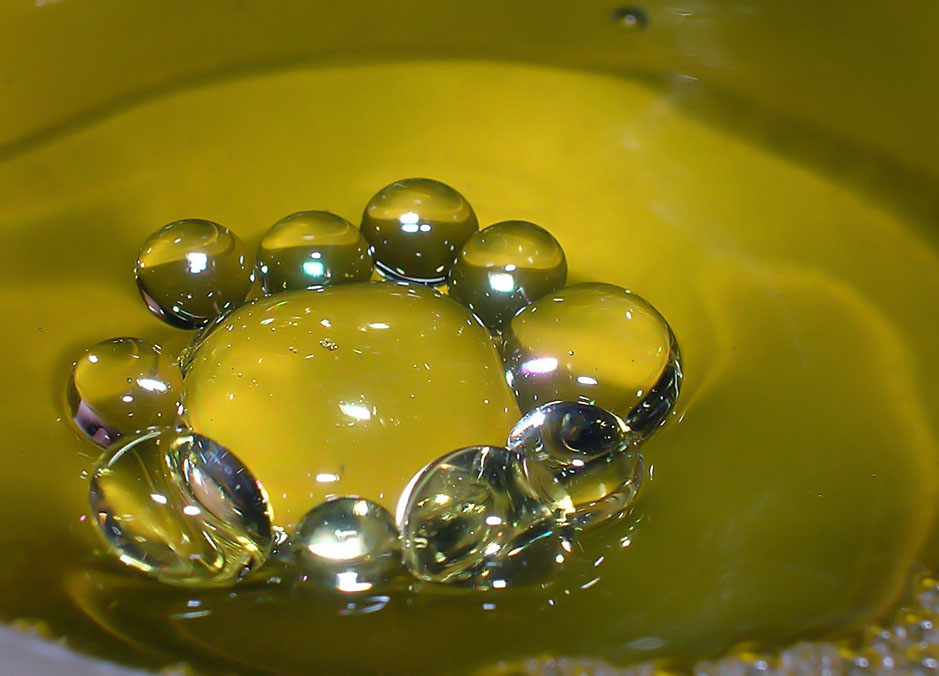
خوشه‌ای از چند پادحباب روی سطح محلول صابون در آب

پادحُباب قطره‌ای از مایع است که توسط یک غشا نازک گاز احاطه شده است، برعکس یک حباب گاز، که حجمی از گاز است که توسط یک غشا مایع احاطه شده است. پادحباب‌ها زمانی تشکیل می شوند که جسمی مایع به صورت آشفته در داخل همان نوع مایع یا مایع دیگری بچکد یا جریان یابد. آنها یا می توانند در سراسر سطح مایعی مثل آب به صورت کف دربیایند، که در مثال آب به آنها گلبول آب نیز گفته می شود، و یا می‌توانند در مایعی که در آن هستند غرق شوند. غرق یا غوطور شدن پادحباب نسبت به چگالی گازها و مایعات آن و اطرافش، و آشفتگی و جریان‌های مایع میزبان بستگی دارد.